# El Zorro escarlata en la venganza del ahorcado
Pour plus de détails, voir Fiche technique et Distribution.
El Zorro escarlata renommé en El Zorro escarlata en la venganza del ahorcado (en français Le Zorro écarlate dans la vengeance du pendu) est un film mexicain réalisé par Rafael Baledón et sorti en 1958,.
Ce « Zorro écarlate » est joué par l'acteur Luis Aguilar, spécialisé dans le genre ranchera. Le personnage est un mélange du Zorro de Johnston McCulley et du Mouron Rouge d'Emma Orczy. Le film est divisé en trois parties : « El Hijo de la Bruja » (Le Fils de la sorcière), « La Soga del Ahorcado » (La Corde du Pendu) et « El Secreto del Resucitado » (Le Secret du Ressuscité).

## Synopsis
Luis et son compagnon de voyage Pascual arrivent dans un village où se déroule l'exécution publique de Tomás García. Celui-ci est pendu pour meurtre. Alors que son corps est laissé exposé pour servir d'exemple, il est volé durant la nuit par sa mère. Sorcière, elle utilise la magie pour ressusciter son fils. Revenu sous une apparence monstrueuse et contrôlé par sa mère, le zombie s'attaque à tous ceux qui ont participé à sa mort. Les victimes sont retrouvées étranglées par un foulard ou une corde de pendaison.
En parallèle, Luis est attiré par la belle Gloria et cherche à la courtiser, mais difficile de lui plaire quand on se fait passer pour lâche pour pouvoir enquêter sur les agissements du monstre sous l'identité secrète du Zorro. L'affaire se complique quand Gloria est enlevée par le monstre et emmenée dans la cachette de la sorcière...

## Fiche technique
- Titre original : El Zorro escarlata en la venganza del ahorcado
- Réalisation : Rafael Baledón
- Scénario : Antonio Orellana, Luis Manrique, Fernando Fernández[6]
- Photographie : Raúl Martínez Solares[6]
- Production : Luis Manrique
- Société(s) de production : Filmadora Mexicana[6]
- Pays d’origine :  Mexique
- Langue originale : espagnol
- Format : noir et blanc — 35 mm[7] — son Mono
- Genre : western, horreur, fantastique
- Durée : 71 minutes[6]
- Dates de sortie :
  - Mexique : 11 décembre 1958

## Distribution
- Luis Aguilar : Luis / El Zorro Escarlata
- Irma Dorantes : Gloria Carrion
- Fernando Fernández : Capitaine Fernando
- Pascual García Peña : Pascual
- José Eduardo Pérez : Riccardo Carrion
- Emma Roldán : Chabelita
- Fanny Schiller : la sorcière
- Jaime Fernández : Tomás García, le pendu
- Armando Velasco : Antonio Orellana
- Agustín Fernández : le bossu
- Carlos León : un homme à l'hacienda
- Carlos Suárez : un policier

## Production

### Tournage
Le tournage démarra le 20 mars 1958 à la Hacienda La Encarnación, située dans la municipalité Nicolás Romero (es), dans l'État de Mexico.

## Série de films
Luis Aguilar reprendra son rôle du Zorro écarlate dans d'autres films : El regreso del monstruo (1959) de Joselito Rodríguez, El Zorro escarlata en diligencia fantasma (1959) également réalisé par Rafael Baledón, El Correo del norte (1960), La Máscara de la muerte (1961), La Trampa mortal (1962), La Venganza de la Sombra (1962) et El Zorro Vengador (1962) tous de Zacarías Gómez Urquiza.